# Beatriz Nunes
Beatriz Vieira Nunes (Barreiro, 1988) é uma cantora, compositora e professora portuguesa, mais conhecida por ser a vocalista desde 2011 dos Madredeus, um dos grupos musicais portugueses de maior projeção internacional. e por seu álbum de originais Canto Primeiro. É formada em jazz, variante voz pela Escola Superior de Música de Lisboa e sua voz é classificada como soprano.

## Biografia
Beatriz Nunes é filha da poetisa Helena Vieira Rita Carmo, editora da Mariposa Azual. Beatriz sempre ouviu Chico Buarque e a Música Popular Brasileira e recebeu formação em música clássica. Canta desde os nove anos no Coro da Academia dos Amadores de Música de Lisboa, onde também estudou guitarra clássica. Entre 2004 e 2011, cursou canto no Conservatório Nacional de Lisboa. Em 2014, concluiu a licenciatura em Música-Jazz variante Voz, na Escola Superior de Música de Lisboa. Em 2011, ao concluir a licenciatura, foi agraciada com a bolsa do New York Voices Summer Camp em Toledo, Ohio, onde estudou técnica vocal e composição.É também mestre em ensino da música pela Escola Superior de Música de Lisboa, onde defendeu a dissertação intitulada O impacto do género na confiança e ansiedade na aprendizagem de improvisação jazz.
Participa dos programas anuais de Ópera do Sintra desde 2010. Tornou-se vocalista do grupo Madredeus em 2011 depois da saída de Teresa Salgueiro em 2007,com quem gravou dois álbuns, Essência e Capricho Sentimental. Gravou Canto Primeiro um álbum de originais, À Espera de um Futuro com Paula Sousa e André Rosinha. Também participou de diversas colaborações.
Em 2018, foi agraciada com o prémio Rosto do Ano na área música, premiação dada aos que contribuíram para valorizar o concelho do Barreiro.

## Obras

### Essência
Em 2012, gravou o álbum Essência. O álbum marca o retorno do grupo e é constituído de regravações de canções do Madredeus com novos arranjos. Lançado pela Sony Music, é composto por 13 canções.Sobre a escolha de Beatriz, Pedro Ayres Magalhães declarou:
Ela é uma jovem artista muito bem preparada. Há 30 anos não havia pessoas tão bem preparadas em Portugal. [...] Numa manhã de domingo, no Teatro S. Carlos, conhecemos esta jovem cantora que aos 22 anos já tinha o curso de Belas-Artes, o curso de canto do Conservatório Nacional e estava no 2º ano do curso superior de Jazz da Escola Superior de Música – com 22 anos! É uma pessoa fantástica, para ela o nosso repertório não tem espinhas nenhumas. Nós demos-lhe as partituras das músicas que tínhamos trabalhado com o quinteto e passados poucos dias ela já estava pronta para gravar.— Pedro Ayres Magalhães
Sobre a escolha, Beatriz declarou:
Eu ainda era uma criança quando meus pais iam ver Madredeus aqui em Lisboa, em um bairro também chamado Madredeus. [...]Existe uma comparação [com Teresa Salgueiro] que é legítima, mas tento não levar o peso da herança e ver a música como algo universal. Não me sinto presa.— Beatriz Nunes
Nesta álbum, os Madredeus retornam em nova configuração, formada de guitarra clássica, sintetizadores, violinos, violoncelo e voz, trazendo canções originalmente gravadas com a voz de Teresa Salgueiro.
Tocámos tal e qual as pautas originais dos Madredeus, claro está com os arranjos para cordas, mas correu tudo bastante bem.
— Pedro Ayres Magalhães
Ayres classificou o disco como ótimo e explicou que o grupo resnascera "qual Fénix".
Tentámos criar uma nova tradição de expressão na nossa língua, feita para tocar para outras culturas, outros povos, mas feita para enaltecer a ligação dos portugueses à sua própria história e à geografia" [...] Fazemos música portuguesa que não a popular, de um Portugal que ainda não existe. — Pedro Ayres Magalhães
Os Madredeus também apresentaram Essência na Suíça no Festival AVO Session no Teatro Musical da Basileia. Na ocasião, tocaram Pedro Ayres Magalhães, Carlos Maria Trindade, Jorge Varrecoso, António Figueiredo, Luís Clote e Beatriz Nunes.

### Capricho Sentimental
Após a digressão de Essência, grupo lançou em 30 de outubro de 2015 Capricho Sentimental, primeiro álbum composto para a voz de Beatriz e que marcou uma nova fase para o grupo. Composto de 14 canções inéditas gravadas por Pedro Ayres Magalhães (guitarra clássica), Carlos Maria Trindade (sintetizador) , Ana Isabel Dias (harpa) e Luis Clode (violoncelo).Assim como em trabalhos anteriores, a inspiração vem de temas portugueses e da língua portuguesa. Em carta aberta, Ayres Magalhães, que assinou a maioria das canções, define:
As novas composições não são 'sobre Portugal', como já muitas das antigas foram, mas 'de Portugal': ou seja, passámos de uma fase em que nos inspirámos na paisagem, na poesia, e em sons da nossa música popular, para uma outra em que a nossa fonte de inspiração foi o próprio caminho traçado pelo grupo nos seus primeiros sete anos de existência traçado pelo grupo nos seus primeiros sete anos de existência.— Pedro Ayres Magalhães
Fernando Sobral, jornalista no Jornal de Negócios descreve:
Beatriz Nunes canta aqui a felicidade e a dor, a eternidade e a solidão, o amor e o universo que vive independentemente de nós. "Capricho Sentimental" corre livre para a foz mais bela da música portuguesa.  — Fernando Sobral

### Canto Primeiro
Em 2018, junto a Luís Barrigas (piano), Mário Franco (contrabaixo) e Jorge Moniz (bateria), gravou seu primeiro álbum de originais, Canto Primeiro, formado de canções contemplativas com influência da música portuguesa, o jazz e a música de cantautor, incluindo também canções clássicas como a A canção da paciência de José Afonso e poemas portugueses contemporâneos. Sobre o trabalho, explicou:
Sou cantora e compositora, lancei este ano o meu primeiro disco de música original onde faço uma exploração desses vários percursos prévios entre a música erudita, o Jazz e a música portuguesa. Este primeiro disco é de alguma forma uma síntese desse caminho eclético bem como a descoberta e inscrição de uma identidade própria.— Beatriz Nunes
O trabalho teve boa avaliação da crítica tanto na imprensa portuguesa como internacional. Foi eleito como o melhor lançamento de setembro de 2018 pelo crítico Henning Bolte, para figurar  em publicação no Giornale Della Musica. Com Canto Primeiro, foi também a cantora em destaque na On The Edge, conferência realizada em Lisboa pela European Jazz Network em 2018.

### À Espera do Futuro
Em abril de 2021, lançou em conjunto com Paula Sousa (piano), André Rosinha (contrabaixo) À Espera do Futuro. O álbum foi escrito durante o período de restrições sociais devido à pandemia de COVID-19 e trata de temas sociais e políticos emergentes no período, trazendo canções inéditas dos músicos.

### Outras colaborações
Beatriz mantém igualmente repertório de música portuguesa e jazz em carreira individual e diversas colaborações com outros músicos, como José Ferreira, Nuno Moura, Afonso Pais, Tiago Sousa e o grupo The Rite of Trio,com o qual gravou a canção Symbols, única com letra do álbum. O grupo musical explicou:
A Beatriz não foi sequer uma escolha, a música foi praticamente escrita para a voz dela, e desde a primeira nota que eu tinha a imagem dela a cantar isto. O resultado final para nós não poderia ter sido melhor.— The Rite of Trio

## Discografia
- Essência (2012), com Madredeus[2]
- Capricho Sentimental (2015), com Madredeus[2]
- Canto Primeiro (2018)[6]
- À Espera do Futuro (2021), com Trio Beatriz Nunes, Paula Sousa, André Rosinha[28]

## Outras colaborações
- Mau Sangue (2011) com José Ferreira e Nuno Moura[2]
- Terra Concreta (2013) com Afonso Pais[2][31]
- Coro das Vontades (2014) com Tiago Sousa[2][32]
- Getting All The Evil Of The Piston Collar (2015) com The Rite of Trio[2]